# Carlo Allioni
Carlo Allioni, född den 23 september 1728 i Turin, död där den 30 juli 1804, var en italiensk botaniker. 
Allioni, som var professor i botanik i sin hemstad, är författare till Flora Pedemontana (3 delar, 1785) och dess Auctuarium (1789). Auktorsnamnet All. kan användas för Carlo Allioni i samband med ett vetenskapligt namn inom botaniken; se Wikipediaartiklar som länkar till auktorsnamnet.